# Un assumpte de família
Un assumpte de família (万引き家族 (Manbiki Kazoku)) és una pel·lícula dramàtica japonesa de 2018, dirigida, escrita i editada per Hirokazu Koreeda. El film és protagonitzat per Lily Franky i Sakura Andō. S'ha doblat al català pel canal La 2, que va emetre-la el 16 de juliol de 2022. El 2018 s'havia subtitulat al català amb la distribució de Golem.
La pel·lícula se centra en la història d'Osamu, qui es troba amb una nena a la meitat d'un fred glacial i decideix emportar-se-la a la seva llar. Al principi, l'esposa d'Osamu es mostra reticent a fer-se'n càrrec, però queda commoguda en assabentar-se de les dificultats que travessa la nena i accepta acollir-la a la seva casa. Després de l'adopció, la família continua portant una existència aparentment feliç, a pesar que sobreviuen amb prou feines amb els escassos ingressos que obtenen dels seus furts d'estar per casa.
Es va estrenar el 13 de maig de 2018 al Festival Internacional de Cinema de Canes, en el qual va guanyar la Palma d'Or, el màxim guardó del festival. L'estrena de la pel·lícula al Japó va ser programada per al 8 de juny de 2018.
Va ser rebuda internacionalment amb crítiques positives i amb gran èxit, a causa d'això va rebre una nominació en els Globus d'or a la millor pel·lícula de parla no anglesa i va ser candidata als Oscar 2019 per la mateixa categoria.

## Sinopsi
A Tòquio, una família viu en l'extrema pobresa: Osamu, un jornaler obligat a deixar el seu treball després de trencar-se el turmell; la seva esposa Nobuyo, que treballa per a un servei de bugaderia industrial; Aki, que treballa en un club d'hostesses; Shota, un noi jove; i Hatsue, una anciana que és propietària de la casa i manté econòmicament la família amb la pensió de seu difunt marit.
Osamu i Shota solen robar productes, utilitzant un sistema de senyals manuals per a comunicar-se. Osamu li diu a Shota que està bé robar coses que no han estat venudes, ja que no li pertanyen a ningú. Una nit especialment freda, veuen a Yuri, una nena d'un veïnat que observen regularment, tancada al balcó d'un apartament. La porten a la seva casa amb la intenció que només es quedi a sopar, però opten per no retornar-la després de trobar símptomes d'abús.
Yuri s'uneix a la seva nova família i Osamu i Shota li ensenyen a robar en una botiga. Osamu li demana a Shota que el vegi com el seu pare i Yuri com la seva germana, però Shota es mostra reticent. La família s'assabenta a la televisió que la policia està investigant la desaparició de Yuri; li tallen els cabells i li donen un nou nom, Lin.
Hatsue visita el fill del seu marit en seegones núpcies, del qual rep diners regularment. El fill i la seva esposa són els pares d'Aki i creuen que la seva filla viu a Austràlia. La família passa un dia a la platja i Hatsue expressa la seva satisfacció que ella no morirà en soledat. A casa, ella es mor mentre dorm. Osamu i Nobuyo l'enterren sota de casa i continuen cobrant la seva pensió sense informar de la seva mort.
Osamu roba una bossa d'un cotxe. Shota està incòmode, sentint que això trenca el seu codi moral. Shota recorda haver-se unit a la família després que Osamu i Nobuyo el van trobar en un acte tancat. En Shota se sent cada vegada més culpable d'haver ensenyat Yuri a robar i enmig d'un robatori decideix robar fruita d'una botiga de comestibles a la vista del personal. Acorralat, salta d'un pont i es trenca una cama.
Shota és hospitalitzat i detingut. Osamu i Nobuyo atreuen l'atenció de la policia i són atrapats després d'intentar fugir amb Yuri i Aki. Les autoritats descobreixen Yuri i la mort de Hatsue, i li diuen a Shota que la família estava a punt d'abandonar-lo. Es diu a Aki que Osamu i Nobuyo van matar fa temps l'examant abusiu de Nobuyo en un crim passional, i que Hatsue estava rebent diners dels pares d'Aki.
Nobuyo es responsabilitza dels crims i és condemnada a presó. Shota és col·locat en un orfenat. Osamu i Shota visiten Nobuyo a la presó, i aquesta dona a Shota detalls de l'automòbil en el qual el van trobar perquè pugui buscar als seus pares biològics. Osamu passa la nit amb Shota, en contra de les regles de l'orfenat. Osamu confirma que la família tenia la intenció d'abandonar-lo quan era a l'hospital i que ja no pot ser el seu pare. L'endemà al matí, quan està a punt de partir, Shota revela que es va deixar atrapar, i diu "pare" per primer cop a Osamu "papà", sese que ell el pugui sentir. Yuri és retornada als seus pares biològics, que continuen descurant-la. Al balcó, ella mira cap a la ciutat.

## Repartiment
- Lily Franky com a Osamu Shibata.
- Sakura Andō com a Nobuyo Shibata.
- Mayu Matsuoka com a Aki Shibata.
- Sōsuke Ikematsu com a 4 ban-san.
- Kairi Jō com a Shota Shibata.
- Miyu Sasaki com a Yuri.
- Kirin Kiki com a Hatsue Shibata.
- Kengo Kōra com a Takumi Maezono.
- Chizuru Ikewaki com a Kie Miyabe.
- Naoto Ogata com a Yuzuru Shibata.
- Yoko Moriguchi com a Yoko Shibata.
- Yūki Yamada com a Yasu Hojo.
- Moemi Katayama com a Nozomi Hojo.
- Akira Emoto com a Yoritsugu Kawado.

## Producció
El director Hirokazu Koreeda va dir que va desenvolupar la història en considerar la seva anterior pel·lícula Like Father, amb la pregunta "què fa a una família?" Havia estat considerant una pel·lícula explorant aquesta qüestió durant deu anys abans de fer Un assumpte de família. Koreeda va qualificar  aquesta pe·lícula com la seva obra més "socialment conscient". Amb aquesta història, Koreeda va dir que no volia que la perspectiva fora d'uns pocs personatges individuals, sinó que capturés "la família dins de la societat", un "ampli punt de vista" en la línia de la seva Nobody Knows del 2004. Va situar la història a Tòquio i també va ser influenciat per la Recessió japonesa, inclosos els informes dels mitjans de com la gent vivia en la pobresa i del furt en botigues.
La producció va començar el desembre de 2017, amb Fuji Television Network, Gaga i AOI Pro produint. Lily Franky i Sakura Andō es van unir al repartiment abans que el rodatge principal comencés a mitjans de desembre. Els nens actors Sasaki Miyu i Jyo Kairi van ser triats per a la seva primera pel·lícula. Sosuke Ikematsu, Chizuru Ikewaki i Yūki Yamada es van unir al repartiment al febrer. El director de fotografia Kondo Ryuto va utilitzar una pel·lícula de 35 mm amb una Arricam ST, conscient que 35 mm era una preferència de Koreeda alhora que  buscava la textura i el gra adequats per a la història.

## Recepció

### Resposta crítica
La direcció de Hirokazu Koreeda va ser elogiada per la crítica.
Al lloc web de l'agregador de ressenyes Rotten Tomatoes, la pel·lícula té una qualificació d'aprovació del 99% basada en 202 ressenyes, amb una qualificació mitjana de 8,81 sobre 10. El consens crític del lloc web diu: "Entès, però que en última instància afecta profundament, la pel·lícula agrega un altre capítol poderós a la filmografia ricament humanista del director Hirokazu Koreeda". A Metacritic la pel·lícula té una puntuació mitjana ponderada de 93 de 100, basada en 40 critiques, la qual cosa indica "aclamació universal". La pel·lícula també figurava a les llistes dels deu principals crítics per a 2018.
Peter Bradshaw de The Guardian i va atorgar 4/5 estrelles, declarant-la una "pel·lícula rica i satisfactòria", però posteriorment la va actualitzar a una crítica de 5/5 estrelles en la segona vista. The Guardian més tard va classificar la pel·lícula en el lloc 15 en la seva llista de Millors pel·lícules del segle XXI. La crítica de Hollywood Reporter, Deborah Young, la va qualificar d'"agredolça", ja que "contrasta les fredes emocions del comportament socialment correcte amb la calidesa i la felicitat d'una família deshonesta de classe baixa". Robbie Collin de The Daily Telegraph li va atorgar cinc estrelles, qualificant-la com un "drama domèstic excel·lent, creat per Koreeda amb una visió cristal·lina i una agudesa emocional inamovible".
Per a  IndieWire, David Ehrlich i va donar una qualificació d'"A–" i va descriure la pel·lícula com a un "drama delicat, enganyós i emocionant" sobre "la solitud de no pertànyer a ningú i el desordre de romandre junts". A TheWrap, Ben Croll va declarar que "la pel·lícula més rica fins a la data" de Koreeda. A Time Out, Geoff Andrew li va donar quatre estrelles i va saludar Koreeda com "un Ozu modern". A Variety, Maggie Lee també la va comparar amb Oliver Twist de Charles Dickens; el personatge de Lily Franky, Osamu, també va ser comparat amb el personatge de Dickens, Fagin.
Al Japó, The Japan Times li va atorgar cinc estrelles, escrivint "Els aplaudiments són completament merescuts" i se li atribueix un estil "exteriorment naturalista".

### Premis i nominacions
| Premis                                           | Data                   | Categoria                             | Nominat/a                                      | Resultat   | Ref(s)        |
| ------------------------------------------------ | ---------------------- | ------------------------------------- | ---------------------------------------------- | ---------- | ------------- |
| Premis Oscar                                     | 24 de febrer de 2019   | Millor Pel·lícula de parla no anglesa |                                                | Nominada   |               |
| Australian Academy of Cinema and Television Arts | gener de 2019          | Millor Pel·lícula asiàtica            | Kaoru Matsuzaki, Akihiko Yose i Hijiri Taguchi | Nominada   | [ 13 ]        |
| Alliance of Women Film Journalists               | 10 de gener de 2019    | Millor Pel·lícula de parla no anglesa | Hirokazu Koreeda                               | Nominada   | [ 14 ]        |
| Asian Film Awards                                | 17 de març de 2019     | Millor pel·lícula asiàtica            |                                                | Guanyadora | [ 15 ] [ 16 ] |
| Asian Film Awards                                | 17 de març de 2019     | Millor Director                       | Hirokazu Koreeda                               | Nominat    | [ 15 ] [ 16 ] |
| Asian Film Awards                                | 17 de març de 2019     | Millor actriu                         | Sakura Andō                                    | Nominada   | [ 15 ] [ 16 ] |
| Asian Film Awards                                | 17 de març de 2019     | Millor actriu de repartiment          | Mayu Matsuoka                                  | Nominada   | [ 15 ] [ 16 ] |
| Asian Film Awards                                | 17 de març de 2019     | Millor música original                | Haruomi Hosono                                 | Guanyador  | [ 15 ] [ 16 ] |
| Asian Film Awards                                | 17 de març de 2019     | Millor disseny de producció           | Keiko Mitsumatsu                               | Nominada   | [ 15 ] [ 16 ] |
| Premis BAFTA                                     | 10 de febrer de 2019   | Millor Pel·lícula de parla no anglesa |                                                | Nominada   | [ 17 ]        |
| Premis Bodil                                     | 2 de març de 2019      | Millor Pel·lícula no americana        | Hirokazu Koreeda                               | Nominada   | [ 18 ]        |
| Boston Society of Film Critics                   | 16 de desembre de 2018 | Millor Pel·lícula estrangera          |                                                | Guanyadora | [ 19 ]        |
| Boston Society of Film Critics                   | 16 de desembre de 2018 | Millor Repartiment                    |                                                | Guanyador  | [ 19 ]        |
| Premis British Independent Film                  | 2 de desembre de 2018  | Millor Pel·lícula internacional       |                                                | Nominada   | [ 20 ]        |
| 71è Festival Internacional de Cinema de Canes    | 8 – 19 de maig 2018    | Palma d'Or                            | Hirokazu Kore-eda                              | Guanyador  |               |
| Premis Globus d'Or                               | 6 de gener de 2019     | Millor pel·lícula estrangera          |                                                | Nominada   | [ 21 ]        |
| Premis Guldbagge                                 | 28 de gener de 2019    | Millor pel·lícula estrangera          | Hirokazu Koreeda                               | Guanyador  | [ 22 ]        |
| Independent Spirit Award                         | 23 de febrer de 2019   | Millor pel·lícula internacional       | Hirokazu Koreeda                               | Nominat    | [ 23 ]        |
| Premis de l'Acadèmia Japonesa                    | 1 de març de 2019      | Millor pel·lícula de l'any            |                                                | Guanyadora | [ 24 ]        |
| Premis de l'Acadèmia Japonesa                    | 1 de març de 2019      | Director de l'any                     | Hirokazu Koreeda                               | Guanyador  | [ 24 ]        |
| Premis de l'Acadèmia Japonesa                    | 1 de març de 2019      | Guió de l'any                         | Hirokazu Koreeda                               | Guanyador  | [ 24 ]        |
| Premis de l'Acadèmia Japonesa                    | 1 de març de 2019      | Millor muntatge                       | Hirokazu Koreeda                               | Nominat    | [ 24 ]        |
| Premis de l'Acadèmia Japonesa                    | 1 de març de 2019      | Millor Actor                          | Lily Franky                                    | Nominat    | [ 24 ]        |
| Premis de l'Acadèmia Japonesa                    | 1 de març de 2019      | Millor Actriu                         | Sakura Camino                                  | Guanyadora | [ 24 ]        |
| Premis de l'Acadèmia Japonesa                    | 1 de març de 2019      | Millor Actriu de repartiment          | Mayu Matsuoka                                  | Nominada   | [ 24 ]        |
| Premis de l'Acadèmia Japonesa                    | 1 de març de 2019      | Millor Actriu de repartiment          | Kirin Kiki                                     | Guanyadora | [ 24 ]        |
| Premis de l'Acadèmia Japonesa                    | 1 de març de 2019      | Millor Música                         | Haruomi Hosono                                 | Guanyador  | [ 24 ]        |
| Premis de l'Acadèmia Japonesa                    | 1 de març de 2019      | Millor fotografia                     | Ryūto Kondō                                    | Guanyador  | [ 24 ]        |
| Premis de l'Acadèmia Japonesa                    | 1 de març de 2019      | Outstanding Lighting Direction        | Isamu Fujii                                    | Guanyador  | [ 24 ]        |
| Premis de l'Acadèmia Japonesa                    | 1 de març de 2019      | Millor direcció d'art                 | Keiko Mitsumatsu                               | Nominat    | [ 24 ]        |
| Premis de l'Acadèmia Japonesa                    | 1 de març de 2019      | Millor so                             | Kazuhiko Tomita                                | Nominat    | [ 24 ]        |
| Kinema Junpo Awards                              | 28 de gener de 2019    | Millor pel·lícula                     |                                                | Guanyadora | [ 25 ]        |
| Associació de Crítics de Cinema de Los Ángeles   | 9 de desembre de 2018  | Millor pel·lícula estrangera          |                                                | Guanyadora | [ 26 ]        |